# アイビー・リー

アイビー・リー

アイビー・リー（Ivy Lee、1877年7月16日 - 1934年11月9日）は、現代のパブリック・リレーションズの創始者であると考えられている。パブリック・リレーションズという語は、1897年の「Yearbook of Railway Literature」の序文で見つけることができる。

## 略歴
アイビー・リーは、ジョージア州シーダータウン近郊にて、1877年7月16日にアトランタの名家であるメソジストの牧師ジェームズ・ワイドマン・リーの子として生まれた。アイビー・リーはエモリー大学で学び、そしてプリンストン大学を卒業した。リーは新聞記者、特派員となり、ニューヨーク・ジャーナル・アメリカン、ニューヨーク・タイムズ、ニューヨーク・ワールドといった新聞でジャーナリストとして働いた。リーが広告責任者として初めて仕事をしたのは1903年であり、市民連合の仕事だった。彼は「The Best Administration New York City Ever Had」という書籍を著した。その後、民主党全国委員会の仕事を引き受けることになった。リーは1901年に結婚をし、子供を3人もうけた。
ジョージ・パーカーとともに、合衆国で3番目となる広告会社である「パーカー&リー」を1905年に設立した。新会社は「正確性、信頼性、顧客の利益」(Accuracy, Authenticity, and Interest) をスローガンとした。彼らは大統領選でアルトン・パーカー判事を擁する民主党本部の広告の仕事を行ったが、セオドア・ルーズベルト再選の前に敗れた。
「パーカー&リー」は4年ももたなかったが、リーは広告業界で最も有力な先駆者の1人となっていた。リーは1906年に自らの哲学を発展させて「行動規範宣言」(Declaration of Principles) を表明したが、これはパブリック・リレーションズがクライアントへの義務のみならず公的な責任を持つことを示した最初のものといえる。同年に発生したアトランティックシティ鉄道事故では、情報が錯綜する前にリーは会社を説得して、自らが書いた最初のプレスリリースとみなされる声明を発表させた。
リーは1912年にペンシルバニア鉄道からフルタイムで雇われたが、これは役員レベルの職位におかれた最初の広報であると考えられる。実際、リーはVPレベルのパブリック・リレーションズの職務内容説明書の原案を作成している。
1919年には、広報コンサルティング会社「オフィス・アイビー・リー&アソシエイツ」を設立した。
第一次世界大戦の間、リーはアメリカ赤十字社の広告責任者を務め、後に代表の補佐官となった。
リーは、小説家ウィリアム・S・バロウズの叔父にあたる。
アイビー・リーは、脳腫瘍で1934年11月9日に57歳で死去した。

## パブリック・リレーションへの影響
1914年、スタンダード・オイル社でおきていた採炭作業員の大規模なストライキ発生後、ジョン・ロックフェラー2世とその家族のイメージをあげるために、リーはパブリック・リレーションズを担当した。コロラド民兵によって発砲された人たちをストーブ横転事故の犠牲者としてリーが報道しようとしたため、アプトン・シンクレアは「ポイズン・アイビー」(Poison Ivy) と罵った。
それ以降、リーはロックフェラー家と彼らの企業の利益を伸ばすために忠実に働いた。これは自身のコンサルティング会社を設立した後でさえそうであった。建築予定のロックフェラー・センターに予定していた名称に反して彼らの姓をつけるように彼は最初に提案した。
ニューヨークに住んでいた1921年、合衆国の外交問題評議会の最初の評議員の1人となった。
リーは、ロックフェラーにはパブリック・リレーションズについて助言した。「遅かれ早かれ、民衆は気づいてしまうので、真実を言ってください。そして、民衆があなたがやっていることが気に入らない場合は、ポリシーを変更して民衆が望むものとのラインにあわせてください。」この話は良い評判と悪評の両方をつくり、リーによって拡散された自己宣伝の作り話であるとも言われた。
1913年から1914年の間の鉄道運賃の値上げの反対運動をうまく収めたことにより、リーは現代のパブリック・リレーションズの父であると考えられる。
リーは、パブリック・リレーションズとは企業が民衆へ方針を伝えるのみではなく、同時に民衆の関心を受け取ることで成立すると考えており、これを「双方向交通」(two-way street)と名づけていた。しかし、実際にはリーは一方向のプロパガンダとも言える宣伝にも関わっていった。死の直前ともいえる1934年、ナチス・ドイツの企業IG・ファルベンインドゥストリーの仕事を調査していた疑いにより、アメリカ合衆国議会で論争の的となり証言を求められた。
リーは、ジョージ・ウェスティングハウスやチャールズ・リンドバーグ、ジョン・W・デイビス、ウォルター・クライスラーらのパブリック・リレーションズのアドバイザーを務めていた。

## アイビー・リー・メソッド
リーはベスレヘム・スチール社で仕事をしていたとき、その経営者に対して以下の有名なアドバイスをしている。「最も重要な項目を並べるのを毎日行い、時間が許す限りその順番に仕事に取りかかってください。」経営者のチャールズ・M・シュワブは、これまで受け入れたアドバイスの中で最も有益だったと言い、後で25,000ドル（現在の価値でおよそ4400万円）をリーに支払った。
上記のアドバイスは現在、アイビー・リー・メソッドと呼ばれ、有名なライフハックの1つとなっている。その内容としては、「前日の内に翌日達成したい事項を5〜6個書き出し、重要度順に並び替える。そしてそれらのタスクを順番に一つずつ取り組んでいく」というものである。この方法を用いることで、いわゆる決定疲れを避けることができるという。

## 著書
- Present-day Russia. New York: Macmillan, 1928.
- "James Wideman Lee: biographical sketch." in, James W. Lee, The geography of genius. New York: Fleming H. Revell Co., 1920, p. xi-xxiv.
- Declaration of Principles, 1906